# Richard Kenneth Brummitt
Richard Kenneth "Dick" Brummitt, född 22 maj 1937 i Liverpool, död 18 september 2013 i Kew, var en brittisk botaniker.
Brummitt tog sin doktorsexamen 1963 vid University of Liverpool med ett arbete över släktet Calystegia under Vernon Heywood och arbetade från september samma år vid Herbariet i Kew Gardens. Han ägnade sig främst åt Flora Zambesiaca, afrikanska ärtväxter, Convolvulaceae (speciellt Calystegia) och allmän botanisk nomenklatur. Han var en av grundarna av Biodiversity Information Standards och tillsammans med Emma Powell skrev han Authors of Plant Names 1992 som kom att bli grunden för auktorsregistret på IPNI.
Han tilldelades Kew-medaljen 1991 bland annat för sin framstående kännedom av, och bidrag till, ICBN och Kew Generic Index.
Auktorsnamnet Brummitt kan användas för Richard Kenneth Brummitt i samband med ett vetenskapligt namn inom botaniken; se Wikipediaartiklar som länkar till auktorsnamnet.

## Eponym
Följande växter har uppkallats efter Brummitt:
- (Rosaceae) Alchemilla brummittii K.M.Purohit & Panigrahi 1991
- (Fabaceae) Tephrosia brummittii Schrire 1987[8]
- (Campanulaceae) Cyphia brummittii Thulin 1983[9]
- (Convolvulaceae) Calystegia brummittii P.P.A.Ferreira & Sim.-Bianch 2013[10]

## Valda verk
- Brummit, R.K., Vascular plant families and genera, Kew : Royal Botanic Gardens, 1992.[11]
- Brummitt, R.K., Powell, C.E., Authors of plant names, Kew : Royal Botanic Gardens, 1992.[6]